# Каналь-дель-Дике
Каналь-дель-Дике (исп. Canal del Dique) — 118-километровый канал, соединяющий Картахенский залив с рекой Магдалена в департаменте Боливар на севере Колумбии. Восточная часть канала образует большую часть границы между департаментами Боливар и Атлантико. Портом на Магдалене у входа в канал является город Каламар.

## История
Канал был необходим, поскольку устье реки Магдалена было практически непроходимым, а два главных колониальных порта Колумбии (Картахена и Санта-Марта) не имели выхода к реке. Канал был построен испанцами в 1582 году, но через некоторое время стал непригодным. Канал был восстановлен в 1650 году. Однако к концу XVIII века он стал непроходимым и к 1821 году был полностью перекрыт. Таким образом, торговля все больше перемещалась из Картахены в Санта-Марту и Сабанилью (порт вблизи устья Магдалены, позже затмивший Пуэрто-Колумбию и Барранкилью). К 1831 году торговцы в городе начали лоббировать возобновление канала, но неоднократные попытки заново прорыть канал не увенчались успехом, и к концу XIX века на его месте появилась железная дорога.
В 1923 и 1952 годах канал был улучшен, но затем его использование стало сокращаться из-за седиментации в реке Магдалена.
В настоящее время рассматривается вопрос о модернизации канала с целью стимулирования торговли в порту Картахены.
Канал занимает важное место в романе Габриэль Гарсия Маркес «Любовь во время холеры». В строительстве канала участвовал инженер — Джордж Тоттен.
С 2013 года голландской компанией Royal Haskoning DHV были запланированы отводы рек для контроля седиментации и водостока вдоль канала. Это привело к созданию новой мангрово-водно-болотной зоны, строительству земель[неизвестный термин] и экологическому восстановлению в регионе.